# 丁善德
丁善德（1911年11月12日—1995年12月8日），江苏昆山人，中国作曲家、钢琴家、音乐教育家，曾任中国音乐家协会副主席、上海音乐家协会名誉主席等。

## 生平
丁善德祖籍浙江绍兴山阴，祖辈以农为业。父亲本名平元有，到江苏昆山为丁姓染坊老板干活，后为继承老板的产业改为丁姓，育有二子五女，丁善德为幼子。丁善德4岁丧父，由母亲抚养长大。
1928年入上海国立音乐总院（后改为国立音乐专科学校），师从朱荇青（朱英）、黄自、李恩科、鮑里斯·查哈洛夫（Борис Захаров）等。1934年为贺绿汀的钢琴曲《牧童短笛》及《摇篮曲》录制唱片，成为中国音乐史上第一位录制唱片的钢琴家。1935年5月在上海、北平、天津举行音乐会，这是中国钢琴家首次举办钢琴独奏音乐会。
1935年6月丁善德从钢琴系毕业后，从事钢琴演奏与教学，任教于河北省立女子师范学院音乐系。1937年抗日战争爆发后，回到母校任教，并与陈又新、劳景贤等创办上海音乐馆。1941年底珍珠港事变后，日伪接管学校。丁善德辞职，将上海音乐馆改办为上海私立音乐专科学校，并任校长。1942年起师从德籍犹太作曲家弗兰克尔学习作曲，1945年创作了中国第一部钢琴组曲《春之旅》。1946年任南京国立音乐学院教授。1947年10月赴法国巴黎音乐学院作曲系学习，师从布朗热、奥涅格、渥朋、奥班、加隆等。
1949年9月回国后在上海音乐学院任教，先后任作曲系主任、副院长等职。

## 主要作品
丁善德创作编号的有36个作品，主要涉及三个领域：艺术歌曲、室内乐、交响乐。
- 《春之旅》钢琴组曲
- 《E大调钢琴奏鸣曲》
- 《序曲三首》
- 《中国民歌主题变奏曲》
- 《长征交响曲》
- 《新中国交响组曲》
- 大合唱《黄浦江颂》
- 《新疆舞曲一、二号》
- 组曲《快乐的节日》
- 《太阳出来喜洋洋》
- 电影《小小英雄》、《神笔》、《夸口的青蛙》、《小梅的梦》配乐。[3]

## 主要著作
- 《单对位法》
- 《复对位法》
- 《赋格写作技术纲要》
- 《作曲技法探索》[5]